# Sergio Álvarez Conde
Sergio Álvarez Conde (Catoira, 3 agosto 1986) è un ex calciatore spagnolo, di ruolo portiere.

## Carriera

### Club
Dopo aver giocato alcune stagioni nel Celta Vigo B in terza serie, per la stagione 2008-2009 si trasferisce in prestito al Racing Ferrol, ancora in terza serie.
Tornato al Celta Vigo, gioca per la prima squadra a partire dal 2010, ottenendo la promozione in Primera División nel 2012. Nella stagione 2012-2013 esordisce quindi in massima serie, disputandovi 2 partite. Milita nel club sino al 2021, anno in cui si ritira.

## Palmarès

### Individuale
- Squadra della stagione della UEFA Europa League: 1

2016-2017